# 낙안향교
낙안향교(樂安鄕校)는 대한민국 대한민국 전라남도 순천시 낙안면에 있는 향교이다. 1985년 2월 25일 전라남도의 유형문화재 제112호로 지정되었다.

## 개요
향교는 훌륭한 유학자를 제사하고 지방민의 유학교육과 교화를 위하여 나라에서 지은 교육기관이다.
조선 전기에 지어진 것으로 추측되는 낙안향교는 효종 9년(1658)에 용암동에서 현재의 위치로 옮겼다. 그 뒤 여러 차례에 걸쳐서 수리하였다. 현재 남아있는 건물은 대성전·명륜당·동무·서무·동재·서재·내삼문 등이 있다.
내삼문을 경계로 배움의 공간과 제사공간을 구분하고 있다. 앞쪽 낮은 곳에는 외삼문과 명륜당이 있고, 뒤쪽 높은 곳에는 대성전과 동무·서무 등을 두고 있어 전학후묘의 배치를 따르고 있다.
조선시대에는 국가로부터 토지·노비·책 등을 지급 받아 학생들을 가르쳤으나, 갑오개혁(1894) 이후에는 교육적 기능은 없어지고, 봄·가을 2차례에 걸쳐 제사만 지낸다.

## 참고 자료
- 낙안향교 - 국가유산청 국가유산포털